# 伊勢甚
伊勢甚（いせじん）は、茨城県の企業グループである伊勢甚グループ、およびその中心である株式会社伊勢甚本社の旧商号である。

## 概要
1724年（享保9年）に「伊勢屋」として呉服屋を開いたのが始まりである。
水戸における有力な呉服商として栄えていたが、第2次世界大戦時の空襲で蔵を残して全焼した。
1957年（昭和32年）10月に店舗の増築工事を完了して本格的に百貨店事業に参入（伊勢甚百貨店で、後に水戸店と名乗る）し、その後も複数回の増床を重ねながら売り場面積約2万m2の百貨店へ発展した。
1963年（昭和38年）9月22日にはジンマートの1号店として下市店を開店したのを皮切りにスーパーマーケットのチェーン展開も進めた。1967年（昭和42年）には日立市の丸和百貨店を買収して日立伊勢甚として傘下に組み入れて同市鹿島町に出店し、百貨店の多店化も進めた。
1977年（昭和52年）8月21日に株式会社伊勢甚百貨店と株式会社日立伊勢甚、株式会社ジンマートがジャスコ（現・イオン）と合併し、小売事業はジャスコ（現・イオン）グループに移管された。この小売事業の移管に当たってはジャスコ（現・イオン）100%出資で百貨店事業を「伊勢甚」（商号としては2代目、後のボンベルタ伊勢甚）を設立し、旧伊勢甚百貨店の水戸店と旧日立伊勢甚の日立店を同社が継承し、ジンマートとして運営していたスーパーマーケット事業を「伊勢甚チェーン」（後の伊勢甚ジャスコ）を設立して継承した。小売事業において「伊勢甚」の屋号はジャスコ譲渡後も使われたが、2005年5月20日のボンベルタ伊勢甚日立店の閉店によってその歴史に終止符を打つ形となった。
小売事業から撤退後は、ホテルや結婚式場、不動産賃貸業、ミュージアムショップ、飲食店を中心とした事業展開をしている。商業施設の運営は行っているが、他社にテナントとして貸与しているのみである。

## 年表
- 1724年（享保9年） - 「伊勢屋」として呉服商を創業[1]。水戸徳川家の御用商人でもあった。
- 1949年（昭和24年） - 株式会社に改組。株式会社伊勢甚となる。
- 1957年（昭和32年）10月 - 増築工事を完了して水戸市泉町で「伊勢甚百貨店」として本格的に百貨店事業を開始[2]。
- 1962年（昭和37年） - 株式会社伊勢甚本社に改称。
- 1963年（昭和38年）9月22日 - ジンマートの1号店として下市店を開店[2]。後に株式会社ジンマートがスーパーマーケット事業を運営。
- 1967年（昭和42年） - 日立市の丸和百貨店を買収して日立伊勢甚として傘下に組み入れて[1]同市鹿島町に出店[3]。
- 1977年（昭和52年）8月21日[4] - 株式会社伊勢甚百貨店と株式会社日立伊勢甚、株式会社ジンマートがジャスコ（現・イオン）と合併し[5]、小売流通部門を一括してジャスコグループに営業譲渡。ジャスコは100%出資の子会社を2社設立し、百貨店事業を「伊勢甚」（商号としては2代目、後のボンベルタ伊勢甚）、スーパーマーケット事業を「伊勢甚チェーン」（後の伊勢甚ジャスコ）に継承させた。
- 1994年（平成6年）8月21日 - センチュリープラザNAKAを開業[9]。
- 2009年（平成21年） - センチュリープラザ石岡を閉店[9]。
- 2011年（平成23年）5月2日 - 東日本大震災で被災したセンチュリープラザNAKAを復旧困難と判断して閉店[9]。

## グループ内の店舗
主な店舗は下記の通りである。
- 水戸プラザホテル[9]
- 伊勢甚スクエア（友部、常陸太田）
- ニュー鹿島ショッピングタウン チェリオ
- 「やすらぎの湯」河和田館（水戸市河和田3丁目[10]、スーパー銭湯[10]）
- アジュールひたちなかウエディングヴィラ

上記以外に14店舗を展開している。

## かつてあった店舗
- センチュリープラザNAKA（那珂市菅谷[9]、1994年（平成6年）開業[9]-2011年（平成23年）5月2日閉店[9]）

東日本大震災の影響で地盤が沈下して基本設備が損傷して復旧が困難として営業終了となった。跡地はケーズデンキ那珂店となっている。
- センチュリープラザ石岡（石岡市[9]、2009年（平成21年）閉店[9]）